# David Wiese
David Wiese (nacido el 18 de mayo de 1985) es un sudafricano jugador de críquet que actualmente juega para Namibia en críquet internacional. Wiese pudo jugar críquet internacional para Namibia debido a que su padre nació en Namibia. Wiese jugó críquet internacional para Sudáfrica del 2013 al 2016, antes de hacer su debut internacional para Namibia en octubre de 2021. Fue nominado a Jugador del Mes de la ICC junto con Shakib Al Hasan y Asif Ali para el mes de octubre de 2021.